# Castello Charles
Das Castello Charles ist ein mittelalterliches Festes Haus, eine der beiden Burgen in der Gemeinde Perloz im Aostatal. Die andere, das Castello dei Vallaise, liegt in der Nähe, ebenfalls in der Siedlung.

## Geschichte und Beschreibung
Die Burg Charles ließ die Familie Vallaise im 17. Jahrhundert erbauen und bewohnte es bis zum Beginn des 18. Jahrhunderts. Dann fiel es an das Haus Savoyen. Viktor Amadeus II. überließ die Anlage dem Notar Jean Charles, einer bekannten Persönlichkeit, der es 1706 mit Diplomatie und Einfluss gelang, die Franzosen unter ihrem König Ludwig XIV. zu vertreiben, die Bard besetzt gehalten hatten, wo Charles königlicher Richter war. Bei dieser Gelegenheit wurde Charles auch geadelt.
Die Familie Charles wurde mit Beginn der französischen Revolution in der Zeit der „subalpinen Republik“ enteignet: 1793 wurde ihr Eigentum einem gewissen Pierre-François zugeteilt, der es für landwirtschaftliche Zwecke nutzte.

Seitenfassade
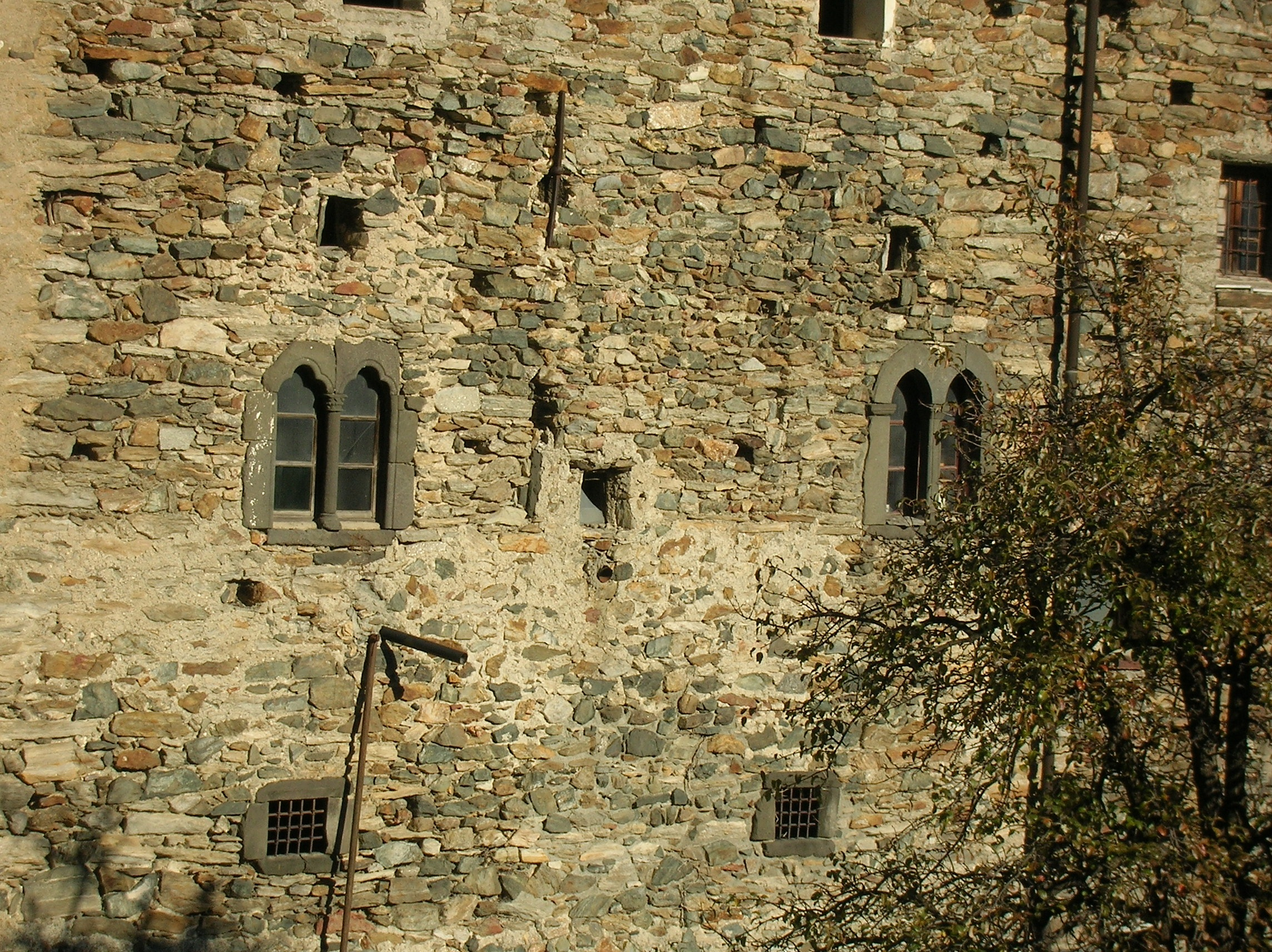
Architektonisch Elemente der Fassade
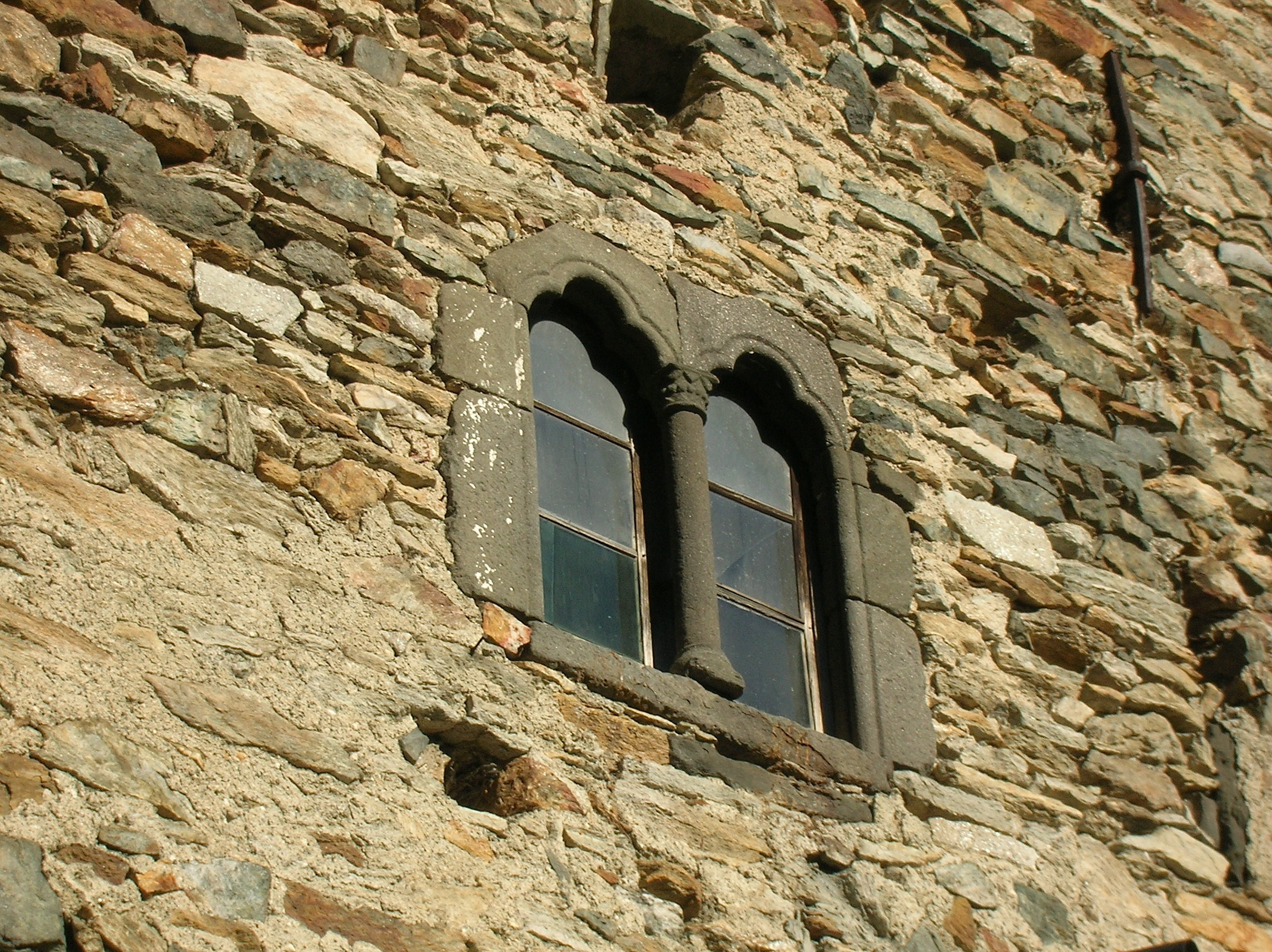
Doppelfenster
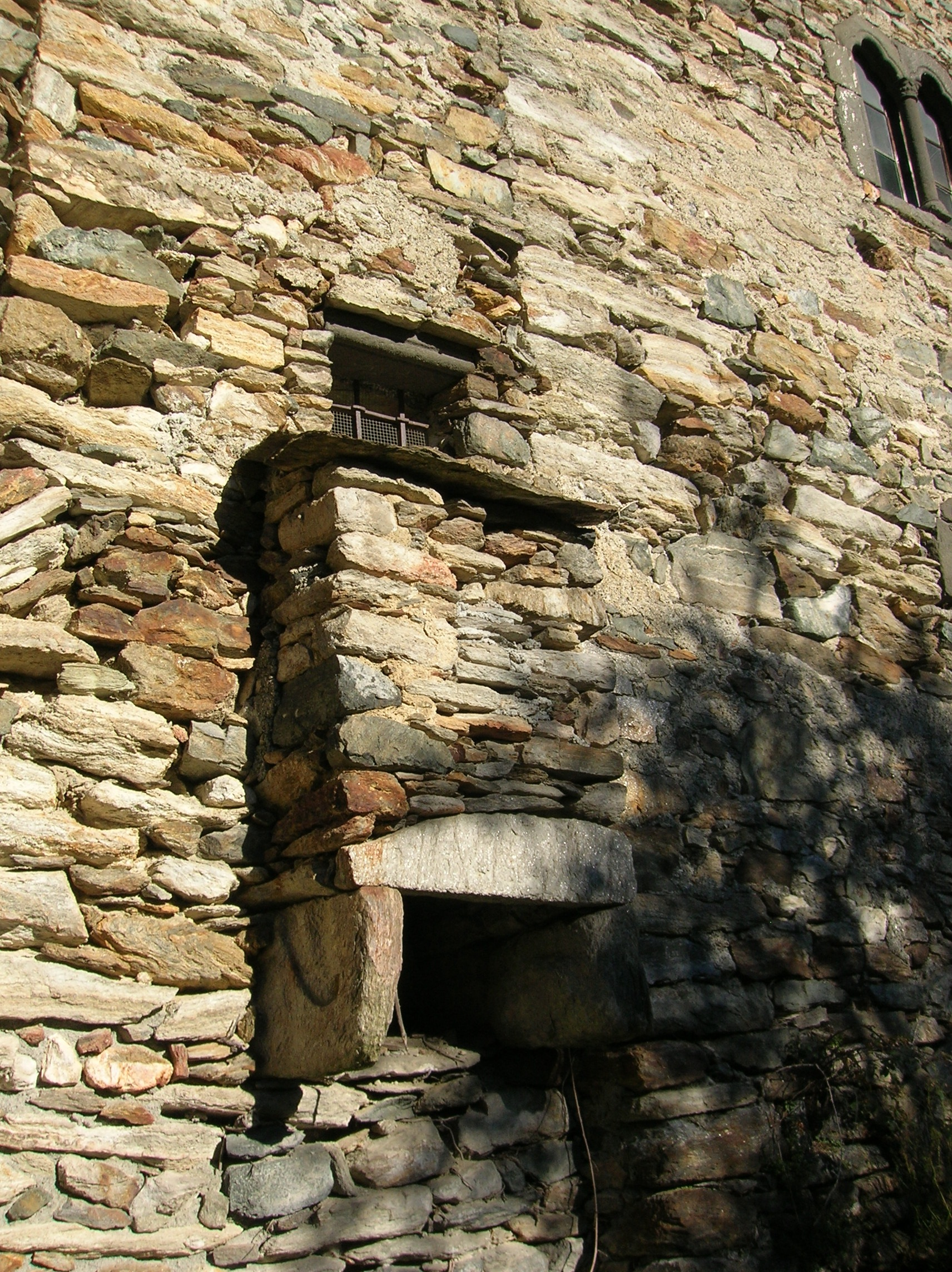
Aborterker
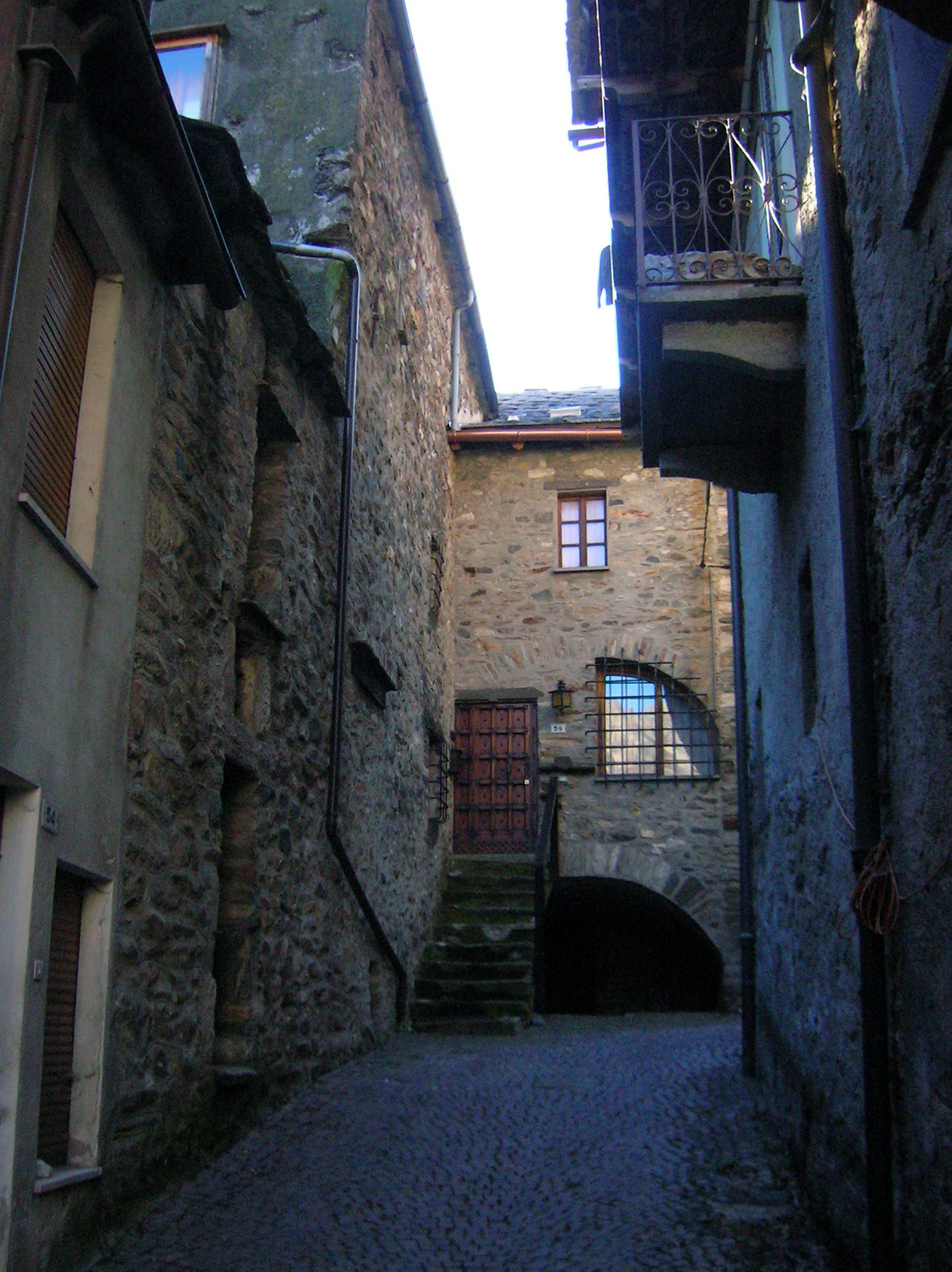
Heutiger Eingang
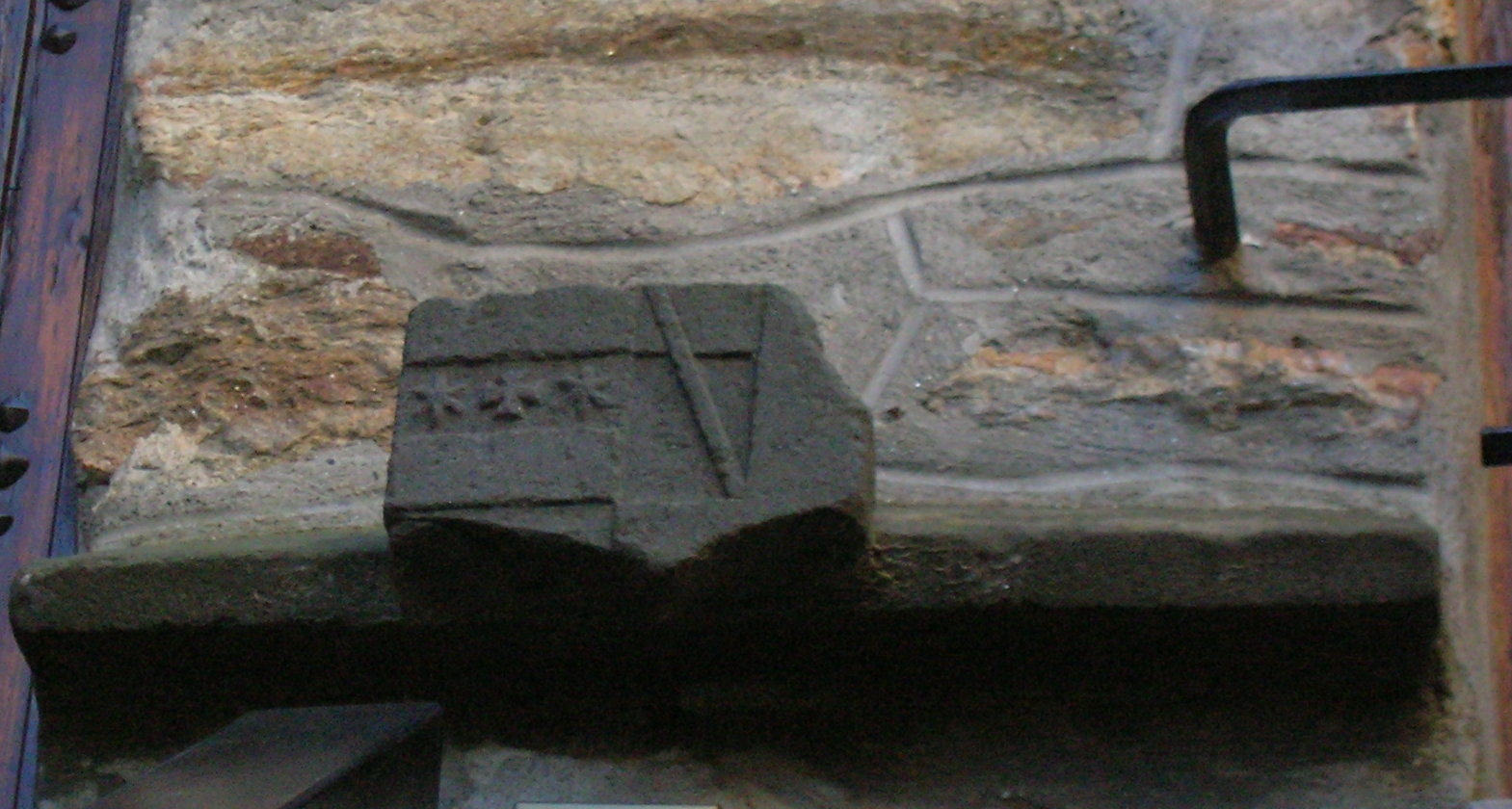
Wappen neben dem Eingang
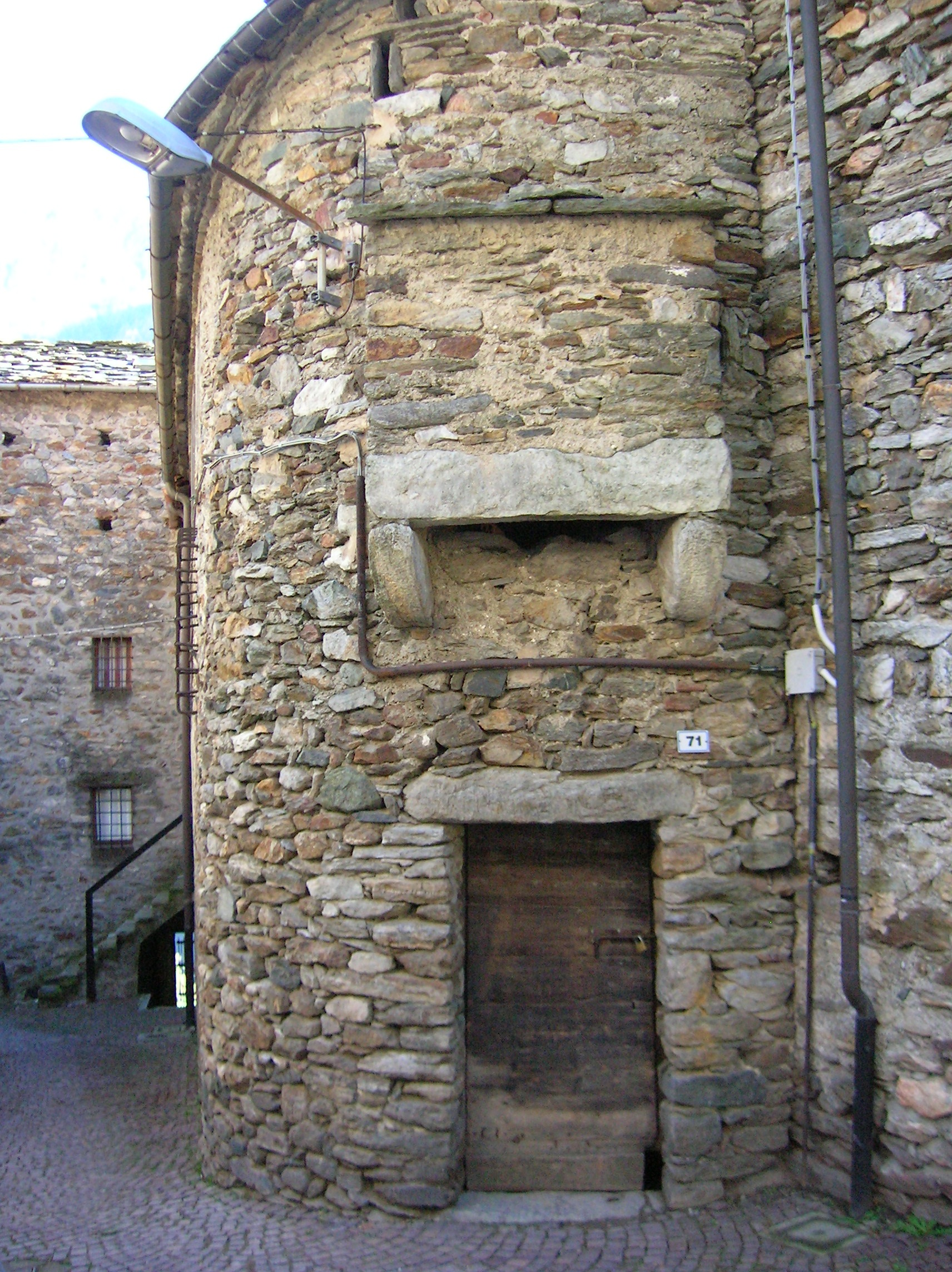
Aborterker über dem Tor